# 堀口元気
堀口 元気（ほりぐち げんき、1978年9月15日 - ）は、日本の男性プロレスラー。本名：堀口 博正（ほりぐち ひろまさ）。熊本県熊本市出身。DRAGONGATE所属。血液型A型。

## 来歴
闘龍門の2期生としてメキシコへ渡る。デビュー戦は1998年10月17日、メキシコ・ナウカリでの対パラメディコス1号、2号、3号戦である（デビュー戦のタッグパートナーはSAITO、アルコン2000）。
日本逆上陸当初は未来忍者の衣装で登場。入場曲もリングネームの元ネタである『がんばれ元気』の主題歌だった。その後、サーファーキャラ路線を進み、入場時にサーフボードを持ってくるなどのパフォーマンスを見せる。しかしサーフボード窃盗未遂事件後、斎藤了との確執（後に斎藤のヒール転向時に育毛剤を贈られ和解）が生まれ、ヒールユニットM2Kに加入。そして悪役キャラクターに転向。
M2KからDo FIXERへとユニットが変わってからは、マグナムTOKYOと共にベビーターン。髪の毛が薄いため、「HAGE（エイチ・エー・ジー・イー）コール」を受けることとなる。髪の毛を賭けた試合に負け、坊主になる。その後は「BOZU」として活動するも、髪が伸びてきたら再び「HAGE」に戻る。試合中に技をかけられても仲間は助けに行かず、それぞれ楽器を持って観客と一緒に応援し、自力で脱出する。その後は「HAGE」コールと共に、斎藤了との「マラハ!」、「イサッパ!」という掛け声を流行らせる。この頃はコミカルな側面が目立つことが多かったが、ユニットの参謀役のポジションを担当。
2006年末に斎藤了との確執が発生。一度は和解の様相を見せながらも、2007年2月にリング上で斎藤を裏切りマッスル・アウトローズに加入。再びヒールに転向した。青く長い付け毛をまとい、カラーコンタクトをはじめ、不気味な様相を醸し出している。さらにドラゴン・キッドとも抗争し、3月25日にはマット・サイダルからオープン・ザ・ブレイブゲート王座を奪取する。そのまま永久王者になろうと画策するも、7月1日に行なわれた神田裕之との対戦に破れ王座陥落。戸澤塾の象徴であるボンタンや、アンソニー・W・森のコスチューム等を盗むなどの抗争を仕掛けた。オープン・ザ・ガンマゲートの実行委員長も務めた。
2008年5月14日、マッスル・アウトローズがNEW HAZARDと合体し、REAL HAZARDになったのに伴い、REAL HAZARD所属になる。
7月27日の神戸大会で1年半ぶりにオープン・ザ・ブレイブゲートを奪取した。
2009年12月、REAL HAZARDに加入した横須賀享、K-ness.に同調し、ファイトスタイルがベビーフェイス色が強くなる。しかし、REAL HAZARDの他のメンバーと衝突する。
2010年2月7日、REAL HAZARDを離脱、その後同じく離脱した横須賀享、K-ness.らと共闘するものかと思われたが、2月27日京都KBSホール大会にてWARRIORS-5入り。CIMAとは闘龍門・DRAGONGATEを通じて初の同じユニットのメンバーになる。
2011年Blood Warriorsに入りヒール化するものの追放され、2012年に同じく追放された斎藤了、神田裕之とジミーズに勧誘され加入。
ジミーズ入りで他の選手が「ジミー」をリングネームに入れる中（斎藤ジミー了、ジミー・神田のように）ネームを「堀口元気H.A.Gee.Mee!!」と改名した。
6月17日、CIMAの持つオープン・ザ・ドリームゲート王座に初挑戦（闘龍門時代に王座決定トーナメントの決勝に進出したことはある）したが、敗退。
2013年9月29日、ブレイブゲート王座決定トーナメントにて優勝し、王者となった。
2017年9月18日、ジミーズ解散。さよならジミーズを行ったあとでリングネームを「堀口元気」に戻している。

## 名乗ったことのあるリングネーム
- 堀口元気

現在使用中
- 堀口元気H.A.Gee.Mee!!

ジミーズ時代に使用
- 堀口GENKING - Dragon Gate Studio PRIME ZONE Vol.35で名乗ったリングネーム
- 堀口元気S.U.M.O!!
- HAGE - アメリカで開催されたPWGトーナメント限定
- ヒロ・ホリグチ - リングネームではないが、PRIME ZONEのリングレポーターのときはこの名義で活動している。

## 得意技
正統派のルチャ・リブレを扱うものの、堀口独特のフォームや技の形があるためどちらかといえば変則型である。

### フィニッシュ・ホールド
バックスライド・フロム・ヘブン（ヒール時代はバックスライド・フロム・ヘル）（旧：神が宿る逆さ押さえ込み）
単なる逆さ押さえ込みではあるが周囲の予想に反しこの技でマグナムTOKYO、望月成晃を破り、EL NUMERO UNO 2003で準優勝を果たしたことをきっかけに堀口の代名詞的な技となる。KING OF GATE 2012ではこの技で戸澤陽を破り優勝を成し遂げている。
PWGトーナメント参加時から技名が「バックスライド・フロム・ヘブン」へ変更された。
ヒール時はバックスライド・フロム・ヘルに名称が変更される。相手と背中合わせになったところで後ろ蹴りにより金的攻撃をし、そのまま押さえ込むパターンが多い。
余談だが、吉田隆司相手には抜群の相性を誇っている。
ビーチブレイク
上記バックスライド・フロム・ヘブンに並ぶもうひとつの代名詞的技。ブル中野のブルズポセイドンやディック東郷のクーロンズゲートとほぼ同型の技。
相手の股ぐらに自らの頭部を差し込んで逆さまに担ぎ上げ、両足を眼前でクロスさせ、そのまま尻餅をつくようにして背中越しに垂直落下で脳天からマットに突き刺す危険技。
前述の2人との相違点は相手の足を交差させてロックする点である。技の形からして首付近を固定せずに落下させるため、相手が受身を取り損なうと頸椎損傷など首に甚大なダメージを与えてしまう。実際神田裕之を一度は引退に追い込んだほど危険であるため、一時は使用禁止にしようという動きもあったが、その後もビッグマッチなどでまれに使用されている。自身の15周年記念大会ではこの技で勝利した。
バックスライドタイムス
バックスライドの状態で左右に回転して連続で仕掛ける技。ドリームゲート戦用に開発し6月10日札幌で初披露。この技で自身の所属するユニット解散の危機も抜け出しており、逆さ押さえ込みに次ぐ一発逆転の技である。
GHロック
初期の堀口の代表的なストレッチ技。相手の左足と首を極める。佐々木健介の得意技ストラングルホールドγに足のロックを加えた形。GHとは、ゲンキ・ホリグチの頭文字である。
GHロック・海（かい）
GHロックに右足のロックも追加した技。
トペ・トビウオ
俗に言うトペ・コンヒーロ。
その他得意技
トペ・モリモト
リング内で行なうトペ。相手の名前を叫びながら放つため、成功率は低い。
ホットスパイスィー
堀口がKING OF GATEに備えて開発した技。変形コブラクラッチスープレックス。
毒霧
波乗り
サーファーキャラ時代に使っていた技。リバース・インディアン・デスロックをかけた後、後ろに倒れ込まずに相手の背中に足を乗せ、サーフィンをしているようなポーズをする。ダメージを与えるのではなく、相手の精神を逆撫でする技。
紅
パワーボムをしかける体勢から、片腕をチキンウィング・アームロックに固め、空いてる腕で相手の胴を抱えてしかけるタイガードライバー。ビッグマッチでは、持ち上げてからパイルドライバー気味に落とす。
スイングDDT
コーナーに座った上体からしかける。「突き刺されー！」と叫びつつ相手の脳天をマットに叩きつける。
ムーンサルトプレス
ローラーコースターに間違えられることが多い。
ゴムパッチン
お笑い芸人ゆ～とぴあのゴム芸と同じ、ゴムを口に咥えさせ斎藤に引っ張らせダメージを与えるが、相手に奪われ自ら被弾することが非常に多い。ジミーズ時代は斎藤以外のジミーズメンバーにも引っ張らせていた。
垂直落下式ブレーンバスター

## タイトル歴
DRAGON GATE
- オープン・ザ・トライアングルゲート王座：9回

第2代、第4代、第7代 斎藤了、ドラゴン・キッド（2005、2006年獲得）

第29代 CIMA、Gamma（2010年獲得）

第34代、42代、56代 斎藤“ジミー”了、ジミー・神田（2012、2013年、2016年獲得）

第51代 ジミー・ススム、斎藤”ジミー”了（2014年獲得）

第53代 ジミー・ススム、ジミー・カゲトラ（2015年獲得）
- オープン・ザ・ブレイブゲート王座：4回

第5代（2007年獲得、防衛回数2回）

第11代（2008年獲得、防衛回数2回）

第24代（2013年獲得、防衛回数4回）

第40代（2021年獲得、防衛回数0回）
- オープン・ザ・ツインゲート王座：2回

パートナーは斎藤了

第7代王者は2009年獲得（防衛回数3回）

第15代王者は2011年獲得（防衛回数2回）
- 第7回KING OF GATE優勝（2012年5月19日獲得）

闘龍門JAPAN
- 第2回ヤングドラゴン杯優勝（1998年12月12日獲得）

NWA
- NWA世界ウェルター級王座（2002年獲得）

九州プロレス
- 九州プロレスタッグ王座：1回

第8代横須賀ススム（2020年獲得）

## 決め台詞
- 「神の宿る逆さ押さえ込みで1!2!3!……皆殺しだ」
- 「H!・A!・G!・E!」

試合開始直後に自ら観客を煽るときに使用する場合と、堀口が捕まっているときにパートナーがエールを送る（プラカード掲示もある）場合と2パターンある。ROH遠征時には現地のファンがアメリカ式のイントネーション（「Let's go ○○」と同じ）で応援していた。
ジミーズ加入に伴い、「H・A・Gee・Mee!!」に変更された。
- 「マラハー！」

斎藤了との連携が決まった時に叫ぶ。この後斎藤了がファンと一緒に「イサッパー!」と合唱するのがお約束。
- 「か～ら～の～！」

観客も合唱。ゴムパッチンに繋がるセリフ。

## 入場曲
- Surfin USA / Beach Boys
- マラハ 〜SAMURAI〜
- GO TO HELL / ATLANTIS
- GO TO HEAVEN / 東郷コウヘイ（現在使用中）

## エピソード
- 髪の毛が薄くなったのは、サーファーキャラ時代にパーマをかけたりブリーチをしたりと毛根を傷めることをしすぎたからであると語る[2]。
  - この頭髪ギミック絡みで髪の毛を「命の次に大事」と言っており、試合中に髪の毛を掴まれることを拒む。また、それをきっかけに相手が髪に手をかけるなどの攻防がお約束となっている。これにより堀口専用の技がかなり開発され、「ズル剥け式」と冠される。例として、ズル剥け式キャメルクラッチ（生え際をクラッチしてのキャメルクラッチ）、ズル剥け式フライング・メイヤー（首ではなく髪を掴む）などがある。髪のことになると敏感に反応する。
    - 「CRAZY-MAXのスプレー攻撃（生え際にコールドスプレーを噴射される）」が苦手な攻撃であると答える。
- 自身の薄い頭髪絡みの自虐的なキャラクターをギミックとしているが、堀口は今（2012年のインタビューの時点）でこそ自分からHAGEコールを呼び込むが、サーファーキャラからのギミックチェンジ直後には正直戸惑いがない訳ではなかった最初は客からバカにされているように感じていたが、最終的にHAGEコールが自分を応援するコールに変化して行くにつれ、コールを受ける事に快感を感じるようになり受け入れられるようになった。と答えている[2]
- 斎藤了とドン・フジイのユニット「自転車兄弟」との自転車窃盗事件に単を発した抗争が終了した後、堀口のサーフボードが盗まれるという事件が発生した。堀口はすぐにリング上でボードの返却を要求しフジイの抗争が始まると思いきや、フジイはあっさり返却。抗争アングルを即時終了させた。これを見ていた斎藤が「抗争してあげてくださいよ」と発言。これに堀口が反発した結果、斎藤了の抗争に発展、またこの抗争がサーファーキャラに陰りが見え始め、新境地を開拓すべく暗中模索中だった堀口に結果的にキャラチェンジを決意させる事となった[2]。
- ユニットを移籍しても斎藤や横須賀享との結束は強固である。堀口は「メキシコで苦楽を共にした同じ時代を生きた仲間」と語り[2]、特に斎藤了とのタッグ「マラハ・イサッパ」はオープン・ザ・ツインゲート7代、15代王座になるなど名タッグである。
- リアルハザード在籍時はEL NUMERO UNO 2003で準優勝したことから、なにかとその実績を持ち出してはタイトルに絡もうとしていた。同じくリアルハザード時代はトーナメント戦には特に強いというアピールをしていながら目立った活躍はなかったが、「KING OF GATE2012」にて優勝を果たした[5]。
- 「バイオテック」のCMキャラクターとして出演していた。育毛剤として「ガンマ剤」という名称の薬品を使用されていたが、その後Gammaの所属するマッスル・アウトローズへ加入する。マッスル加入後もこのCMは放映されていたが、しばらくして放送されなくなった。
- CIMA（2001年11月）、マグナムTOKYO（2003年4月）と両者にシングルでフォール勝ちしたことのある数少ない人物。（現時点では堀口と望月成晃のみ）また、その望月成晃にも何度かシングル戦で勝利している。またコミカルなキャラクターやジョバー（負け役）などを担当するなどの技術の裏打ちもある。
- 野球観戦を趣味としていて各球団のリストバンドを多く所持している。
- 斎藤からは何度も何度もハゲである事をいじられる。最近では「顔面の8割、皮膚」とまで言われた。
- PWGが主催するバトル・オブ・ロサンゼルスの第2回大会に出場し、クリス・ヒーローと対戦した。ドラゴンゲート陣営は当時売り出し中だったB×Bハルクを推薦しPWGと交渉していたのだが、主催者が「どうしても堀口元気に出てほしい」と懇願したらしく、急遽アメリカに行くこととなった。
- 涙もろい。リコシェのドラゴンゲート卒業式やジミーズ解散時には号泣した。
- 既婚者で子持ちである。また、結婚のきっかけとなった人物が同僚の吉野正人であると語っている。